# ادای منظوم

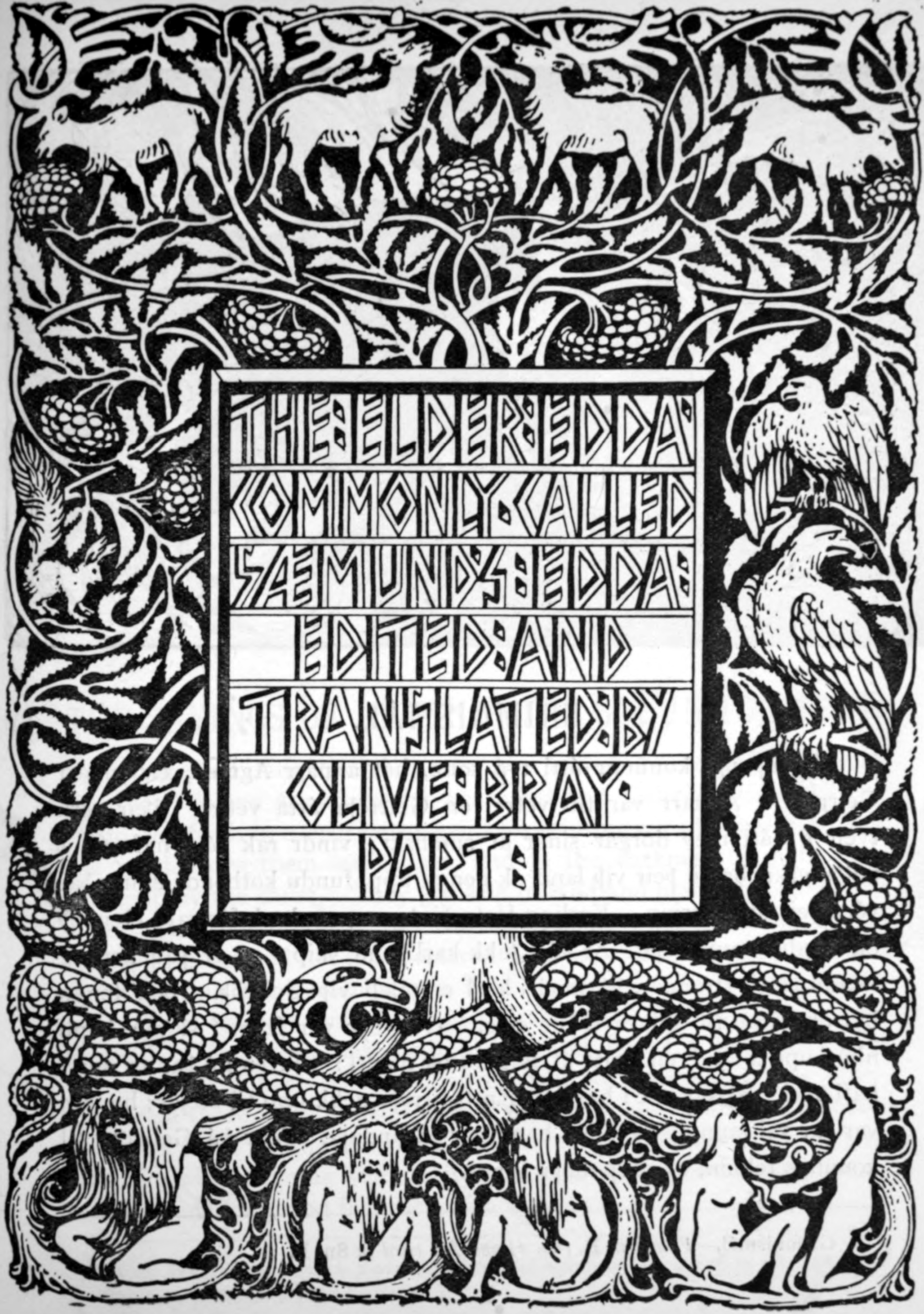
روی جلد ترجمه انگلیسی ادای منظوم.

اِدای منظوم یا اِدای شاعرانه (به انگلیسی: Poetic Edda) نام امروزی مجموعه‌ای از اشعار روایی گمنام به زبان نورس باستان است. بیشتر این اشعار به زبان ایسلندی سروده شده و در آن از شخصیت‌های تاریخی همچون آتیلا به نیکی یاد شده است. این مجموعه از ادای منثور که بسیار به هم مرتبط هستند متمایز است، اگرچه هر دو اثر برای مطالعه اشعار نورس باستان اهمیت دارند. چندین نسخه از این مجموعه در دسترس است که همه آن‌ها در درجه اول شامل متونی از نسخه خطی ایسلندی قرون وسطی با عنوان «کودکس رژیوس» هستند. اشعار دربردارندهٔ داده‌های اسطوره‌ای اندک بوده؛ غالباً با خط کهن نوشته شده‌اند. کودکس رژیوس، از آثار سده هفده میلادی، در یکی از کلبه‌های روستایی ایسلند یافت شد. اشعار آن به اِلدِر ادا یا آنچه دارای اِدای منظوم است، نامیده شده است.
نیمی از اشعار این مجموعه مربوط به ایزدان، باشندگان متافیزیکی، غولان و دورف‌ها است. این روایت‌ها به شکل گفتگو و دربردارنده محتوای معمایی و ماجراهایی است که طی آن تعارض و نیرنگ‌های خنده دار یا اندوه‌بار در میان این مخلوقات را آشکار می‌سازد. شعرهای این دفتر در اوج خود به نابودی فرجامین دنیای ایزدان و آدمیان می‌انجامد. سرانجام جهان در راگناروک نابود می‌شود.